# Søren Andersen
Søren Andersen (nascut el 31 de gener de 1970 a Århus) és un futbolista danés, ja retirat, que jugava com a davanter.

## Trajectòria
Andersen va començar la seua carrera en l'equip junior del Silkeborg IF, per fitxar a l'agost de 1989 per l'Aarhus GF. Amb aquest equip va guanyar la copa danesa de 1992, el seu únic títol.
Després d'aconseguir fins a 33 gols en 71 partits, Andersen es trasllada a la lliga espanyola. Jugla temporada 93/94 a les files de la UE Lleida, en primera divisió. Només hi està una campanya, però és recordat per fer el 2 a 1 en la victòria de l'equip català davant el Reial Madrid. Tot i així, el Lleida baixa de categoria i Andersen fitxa pel Rayo Vallecano, que estava a Segona i amb el qual hi retorna a la màxima divisió estatal. A Vallecas només hi disputa 12 partits, amb un gol, i a mitja temporada deixa el Rayo per incorporar-se a l'IFK Norrkoping suec, un breu pas abans de tornar a la lliga danesa.
L'agost de 1995 fitxa pel campió del seu país, l'Aalborg Boldspilklub, com a substitut d'Erik Bo Andersen, traspassat al Rangers FC. A l'Aalborg Soren Andersen torna a gaudir de minuts i bon joc i és el màxim golejador del seu equip la temporada 96/97, amb 14 gols. En total, marca 36 gols en el 77 partits jugats a Aalborg, incloent cinc en un mateix partit davant el Viborg.
Aquestos bons números fan que Andersen emigre de nou, aquesta vegada a Anglaterra, al Bristol City FC de la First Division. Comença amb bon peu i marca els dos gols del seu nou club davant l'Oxford United en el partit del seu debut. Tot just s'hi està un any a Bristol, on deixa deu gols en trenta-nou partits.
El setembre del 1999 retorna una altra vegada a Dinamarca, a les files de l'Odense BK, on hi està dos anys abans de tornar a l'Aarhus. Finalment, es retira al març del 2003, a causa d'una lesió crònica al tendó d'Aquil·les.

## Internacional
Soren Andersen va jugar dotze partits internacionals amb la selecció danesa de futbol. Va debutar el 1993 i va formar part del combinat que acudí a l'Eurocopa d'Anglaterra de 1996.
Com a Sub-21, va participar en els Jocs Olímpics de Barcelona 92.